# De Golden Arm
De Golden Arm was een homodiscotheek aan de Hardewikerstraat 7 in Groningen. De zaak werd geopend in 1994 en sloot in 2013.

## Ontwikkeling
Het pand waarin de Golden Arm was gevestigd, heeft een geschiedenis die teruggaat tot de 17e eeuw. In 1645 werd het pand gebruikt als brouwerij genaamd 'De Golden Arm.
De discotheek werd in 1994 geopend door Marius Bloemhard en groeide al snel uit tot een ontmoetingsplaats voor de homogemeenschap, zowel uit Groningen als uit omliggende regio’s. De discotheek stond bekend als 'De iT van het Noorden', een verwijzing naar de club iT in Amsterdam.
In de loop der jaren merkte Bloemhard dat het uitgaanspatroon veranderde. Mensen gingen minder vaak uit en de behoefte aan massale evenementen nam af. Dit leidde ertoe dat de Golden Arm steeds meer verlies begon te draaien. Bovendien werden homo-ontmoetingsplaatsen minder essentieel door de toenemende acceptatie van de lhbti-gemeenschap, waardoor veel homoclubs moeite hadden om het hoofd boven water te houden.
Geleidelijk aan kwamen er ook steeds meer hetero's naar De Golden Arm. Om dat te beperken werd de discotheek in 2008 omgevormd tot een besloten sociëteit onder de naam 'Club G.A.y.', waarbij de letters G en A verwezen naar De Golden Arm. Homoseksuele en lesbische bezoekers konden sindsdien alleen nog met een lidmaatschapspasje naar binnen.
In 2011 nam ook lhbt-belangenorganisatie COC Groningen & Drenthe zijn intrek in het pand van Club G.A.y, waar het niet alleen kantoorruimte kreeg, maar ook het eigen Café Garbo heropende. Voordien was het COC met beide onderdelen in het Platformtheater gehuisvest.
In september 2013 werd aangekondigd dat Club G.A.y per 1 december zou sluiten. Dit betekende ook dat het COC opnieuw op zoek moest naar een nieuw onderkomen, wat in februari 2014 gevonden werd in het multifunctionele complex De Studio.
In juni 2024 opende de Golden Arm voor één nacht opnieuw haar deuren toen de Roze Zaterdag weer in Groningen gehouden werd.